# Maria Solé Batlle
Maria Solé, Maria del Peix, Maria de cal Peix o, simplement, la Peixa.
Nascuda a Artesa de Lleida el 1878. Cap de colla de collidores d'olives i traginera ("recadera") entre Artesa i Lleida.